# 汤沐黎
汤沐黎（1947年—），生於上海，是一位居住在加拿大魁北克省蒙特利尔的中国画家。他是中国电影导演汤晓丹的长子，指挥家汤沐海的哥哥。
1980年，汤沐黎獲得中央美术学院文學碩士学位。繪畫《霸王別姬》是汤沐黎的中央美术学院毕业作品，至今該作品依舊被中央美术学院收藏。2005年該作品在中国美术馆展出。 
1985年前往康奈爾大學藝術系工作。